# HD 190056
HD 190056，又名CD-3215682，SAO 211782、HR 7659，是一颗恒星，视星等为4.99，位于銀經9.34，銀緯-28.55，其B1900.0坐标为赤經19h 57m 59.2s，赤緯-32° -28.55′ 13″。